# Coelorinchus argentatus
Coelorinchus argentatus es una especie de pez de la familia Macrouridae en el orden de los Gadiformes.

## Morfología
• Los machos pueden llegar alcanzar los 37 cm de longitud total.

## Alimentación
Come, entre otros organismos, crustáceos.

## Hábitat
Es un pez de aguas de aguas  tropicales que vive entre 85-582 m de profundidad.

## Distribución geográfica
Se encuentra desde Zanzíbar hasta las Filipinas, Indonesia y Australia.